# Daniel Deronda

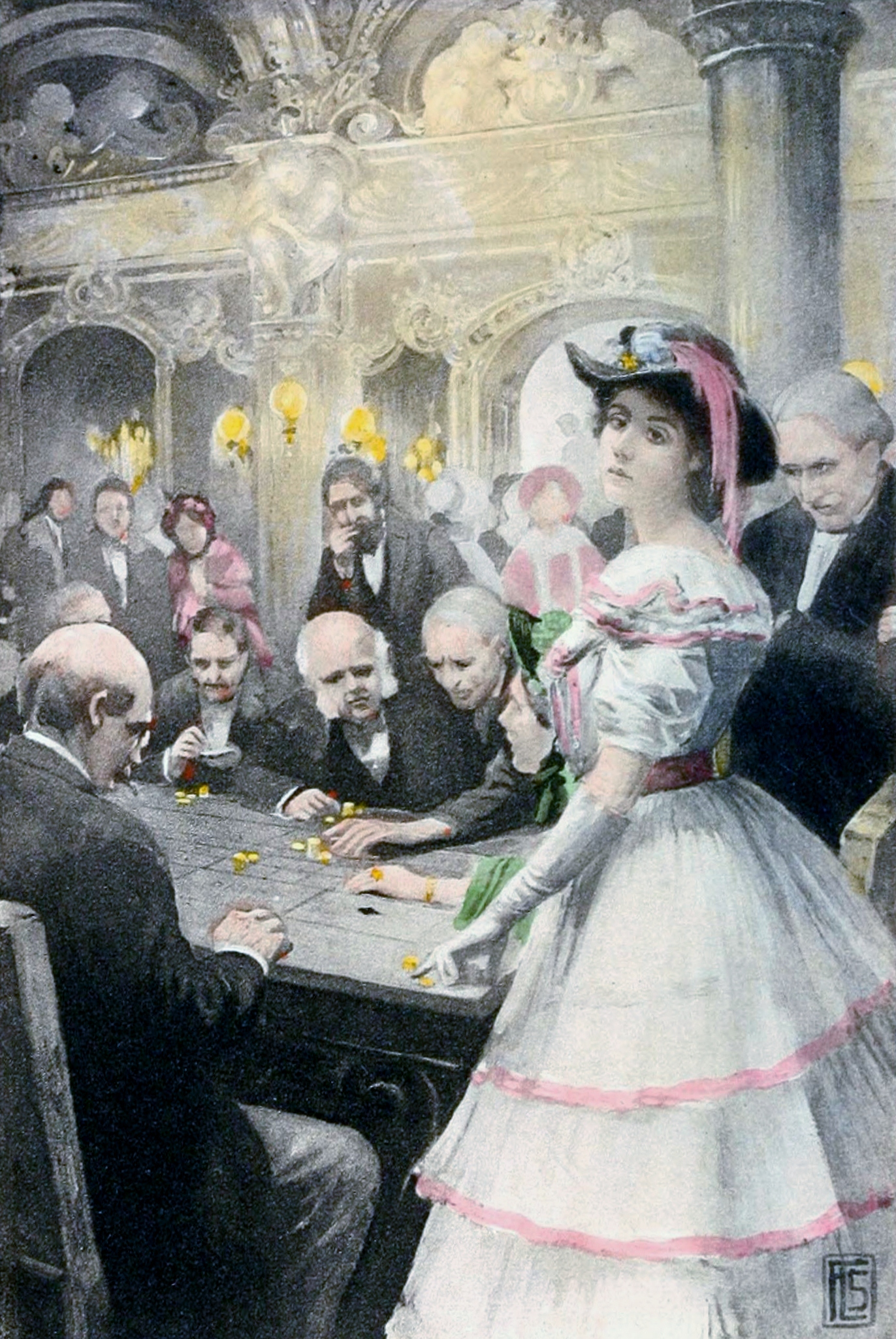
Gwendolen Harleth am Spieltisch in Leubronn, Illustration des Romans aus dem Jahr 1910

Daniel Deronda ist ein Roman der britischen Autorin George Eliot, der erstmals 1876 veröffentlicht wurde. Es ist der letzte Roman, den Eliot zu Ende schrieb und der einzige, der zur viktorianischen Zeit spielt. Der Roman ist teils gesellschaftliche Satire, teils eine Auseinandersetzung mit Gewissensfragen. 
Der Roman gilt heute als ein Klassiker des 19. Jahrhunderts. 2015 wählten 82 internationale Literaturkritiker und -wissenschaftler den Roman gemeinsam mit Eliots Roman Middlemarch zu den bedeutendsten britischen Romanen.

## Handlung
Daniel Deronda besteht aus zwei unterschiedlichen Handlungssträngen, die durch die Titelfigur des Romans, den jungen Daniel Deronda, miteinander verknüpft sind.
Ende August des Jahres 1865 sind sowohl Daniel Deronda als auch die junge Gwendolen Harleth in der (fiktiven) deutschen Stadt Leubronn zu Gast. Daniel findet sich gegen seinen Willen zu der schönen selbstsüchtigen Gwendolen hingezogen. Diese verliert in einem Roulettespiel all ihr Geld. Am nächsten Tag erhält sie einen Brief aus Großbritannien, in dem ihre Mutter ihr schreibt, dass die Familie finanziell ruiniert sei und sie nach Hause zurückkehren müsse. Gwendolen versetzt daraufhin ein Halsband und überlegt, ob sie das dafür erhaltene Geld erneut aufs Spiel setzen solle, um so ihre Mittel zu mehren. In diesem Moment bringt ihr ein Portier ihr Halsband zurück und ihr wird klar, dass Daniel Deronda sie dabei beobachtet hat, wie sie es versetzte und es für sie zurückgekauft hat. 
In einer Rückblende wird die Geschichte der beiden Hauptfiguren erzählt. Ein Jahr zuvor starb Gwendolens Stiefvater und die Familie zog in eine neue Gegend. Dort begegnet Gwendolen Henleigh Mallinger Grandcourt, einem arroganten und kaltherzigen Mann von großem Wohlstand. Zunächst offen gegenüber seinem Werben um ihre Hand, entzieht Gwendolen sich ihm, nachdem sie entdeckt hatte, dass er nicht nur eine Geliebte hat, sondern dass aus dieser Beziehung auch mehrere Kinder hervorgegangen sind, und reist nach Leubronn.
Daniel Deronda wurde von dem wohlhabenden Gentleman Sir Hugo Malinger aufgezogen. Deronda ist wie die meisten seiner Umgebung davon überzeugt, dass er Sir Hugos illegitimer Sohn ist, auch wenn es dafür keine Belege gibt. Eliot stellt Deronda als einen intelligenten, warmherzigen jungen Mann dar, der sich lediglich nicht entscheiden kann, was er mit seinem Leben tun solle. Dies ist auch der Anlass für Konflikte zwischen Deronda und Sir Hugo, der von seinem Ziehkind erhofft, dass es sich der Politik zuwenden werde. Im Juli 1865 rettete Deronda die junge jüdische Mirah Lapidoth, die sich zu ertränken versucht hatte. Er bringt sie im Haus von Freunden unter, wo sich herausstellt, dass Mirah eine Sängerin ist. Sie hat sich von ihrem Vater abgesetzt und ist nach London gekommen, um ihre Mutter und ihren Bruder wiederzufinden. Ihr Vater hatte sie einstmals ihrer Mutter geraubt und sie gezwungen, sich einer Schauspieltruppe anzuschließen. Mirah hat einen guten Grund, warum sie ihrem Vater davongelaufen ist: Er hatte versucht, sie in die Prostitution zu verkaufen. Deronda versucht Mirah zu helfen ihre Mutter und ihren Bruder zu finden und lernt so die jüdische Gemeinde von London kennen. Er fühlt sich zunehmend zu Mirah hingezogen und verunsichert über seine Gefühle schließt er sich Sir Hugo in Leubronn an, wo er dann mit Gwendolyn zusammentrifft.
Im September 1865 ist Gwendolen nach London zurückgekehrt. Die finanzielle Situation ihrer Familie ist verzweifelt. Kurzzeitig überlegt sie, ob sie zukünftig als Gouvernante ihren Lebensunterhalt verdienen solle oder ob sie ausreichend Talent habe, in Zukunft als Sängerin ihren Lebensunterhalt zu verdienen. Schließlich entscheidet sie sich jedoch, Henleigh Grandcourt zu heiraten und so ihre Mutter und ihre Schwestern vor einem Leben in Armut zu schützen. Anders als sie erhofft hat, lässt Henleigh ihr jedoch wenig Spielraum ihr eigenes Leben zu gestalten. Zunehmend sucht sie Rat bei Daniel Deronda. 

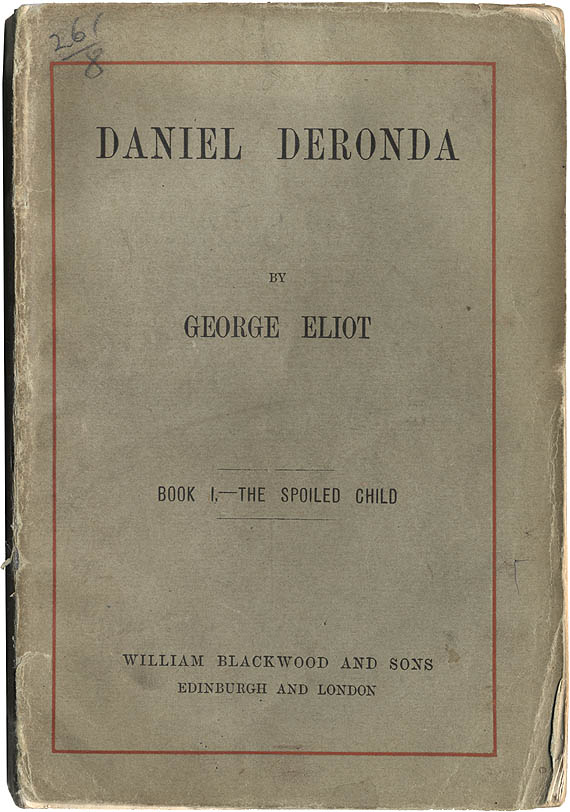
Einband der englischen Erstausgabe

Deronda hat während seiner Suche nach Mirahs Familie unter anderem den jüdischen Visionär Mordecai kennengelernt, der schwer an Tuberkulose erkrankt ist und der sich als Mirahs vermisster Bruder herausstellt. Mordecai hofft, dass es seinen jüdischen Gemeindemitgliedern gelingt, ihre Identität zu bewahren und dass es ihnen eines Tages gelingen möge, ins Gelobte Land zurückzukehren. Weil sein Tod absehbar ist, hofft er auch, dass Daniel Deronda ein Vertreter der Juden Londons werden möge. Obwohl Deronda von Mordecai fasziniert ist, zögert er, sich für eine Sache einzusetzen, zu der er keinen persönlichen Bezug hat. 
Gwendolen leidet derweil an Gewissensbissen, weil sie mit ihrer Heirat zwar ihre Familie finanziell versorgt hat, aber damit gleichzeitig Grandcourts illegitime Kinder ihrer Chance beraubt hat, eines Tages ihren Vater zu beerben. Grandcourt kommt bei einem Bootsunfall ums Leben, und obwohl Gwendolen einen vergeblichen Versuch gewagt hatte, ihn vor dem Ertrinken zu retten, fühlt sie sich schuldig an seinem Tod. Sie trifft Deronda wieder, für den sie zunehmend tiefere Gefühle hegt. Dieser hat von seinem Ziehvater erfahren, dass seine Mutter eine berühmte jüdische Sängerin sei. Als er sie trifft, erfährt er, dass er keineswegs das illegitime Kind von Sir Hugo ist. Er ist aus der Ehe seiner Mutter mit einem streng gläubigen jüdischen Arzt hervorgegangen. Nach dessen Tod vertraute sie ihr Kleinkind Sir Hugo, einem langjährigen Verehrer ihrer Kunst an, und bat ihn, ihren Sohn als englischen Gentleman aufzuziehen. Geprägt von ihrer rigiden Kindheit in einer streng gläubigen jüdischen Familie nimmt sie Sir Hugo das Versprechen ab, dass nichts Daniel Deronda an sein jüdisches Erbe erinnern solle. Nun seiner Herkunft bewusst, fühlt sich Daniel Deronda in seiner Liebe zu Mirah bestärkt und begreift sich nun tatsächlich als Mordecais intellektueller Erbe. Vor seiner Hochzeit kommt es noch einmal zu einer Begegnung zwischen Deronda und Gwendolen. Gwendolen ist zunächst zutiefst bestürzt darüber, dass Deronda Mirah heiraten wird, aber es wird auch zu einem Wendepunkt in ihrem eigenen Leben. Entschlossen will sie ihre Zukunft nun in eigene Hände nehmen. Am Hochzeitstag sendet Gwendolen Deronda einen „Abschiedsbrief“, in dem sie ihm mitteilt, dass sie durch ihn zu einer besseren Person geworden sei. Der Roman endet mit dem Tod Mordecais und den Vorbereitungen des jungen Ehepaars nach Osten aufzubrechen.

## Zeitgeschichtliche Einordnung
Der plötzliche Vermögensverlust, den Gwendolen Harleths Familie durchleidet ist kein erzählerischer Trick Eliots, sondern basiert auf realen Ereignissen. In Großbritannien verloren zwischen 1820 und 1850 zahlreiche Familien, deren Einkommen allein aus Kapitalanlagen resultierte, durch Firmeninsolvenzen und Bankzusammenbrüche buchstäblich über Nacht ihr Vermögen. Diese stete Bedrohung milderte sich erst mit dem Limited Liability Act of 1855, der die Haftungsfragen bei Insolvenzen änderte. Typischer als eine plötzliche Änderung der finanziellen Situation dürfte jedoch eine allmähliche Erodierung des Familienvermögens gewesen sein, die Frauen dazu zwang, nach einer Erwerbstätigkeit zu suchen.
Gwendolen Harleth erwägt, den Beruf einer Gouvernante zu ergreifen, verwirft dann aber diese Möglichkeit und zieht die Heirat mit Henleigh Grandcourt vor. Begründet ist dies in der schwierigen sozialen Position der Frauen, die diesem Beruf nachgingen. Die Gouvernanten, die in Großbritannien um die Mitte des 19. Jahrhunderts von bürgerlichen Familien beschäftigt wurden, unterschieden sich gewöhnlich nicht in ihrer sozialen Herkunft, sondern nur durch ihre verfügbaren finanziellen Mittel von ihrem Arbeitgeber. Die Tätigkeit als Gouvernante beeinflusste allerdings den sozialen Stand der Frauen, die ihn ausübten, negativ: Wesentliches Merkmal einer Bürgerin der Mittelschicht war, dass sie nicht arbeitete. Jane Austen bringt in ihrem Roman Emma (1816) dieses Dilemma auf den Punkt, indem sie die wohlhabende Emma Woodhouse mit der mittellosen Jane Fairfax kontrastiert. Beide sind äußerst kultivierte junge Frauen: Jane Fairfax ist Emma Woodhouse sogar in all den Fähigkeiten überlegen, die eine Dame charakterisieren. Sie repräsentiert damit das Idealbild einer Lady, anders als der finanziell unabhängigen Emma Woodhouse scheint für sie der Antritt einer Gouvernantenstelle und damit ein Weg, der in Altjüngferlichkeit und Armut enden muss, unabwendbar. Die zeitgenössische Lady Elizabeth Eastlake kommentierte dies in einem Artikel in der Quarterly Review mit dem Hinweis, dass es keine andere Gruppe von Angestellten gäbe, die so systematisch durch das Unglück von Familien aufgefüllt würde. Den breiten Raum, den die Gouvernantentätigkeit in der öffentlichen Diskussion Großbritanniens insbesondere in den ökonomisch turbulenten Jahrzehnten um die Mitte des 19. Jahrhunderts einnahm und in der englischen Literatur dieser Zeit spielen, sehen Historiker heute deshalb nicht nur als Ausfluss der Empathie für die Frauen, die auf diesen Beruf zurückgreifen mussten, sondern auch als Ausdruck der ökonomischen Verunsicherung dieser Schicht.

## Adaptionen
Der Roman Daniel Deronda wurde mehrfach für Bühne, Film und Fernsehen adaptiert. Bereits 1921 gab es einen Stummfilm, bei dem Walter Courtney Roden Regie führte und Reginald Fox eine der Hauptrollen übernahm. Eine Fernsehserie, die auf diesem Roman basierte, wurde 2002 zwischen dem 23. November und 7. Dezember 2002 vom britischen Sender BBC One ausgestrahlt. Regie führte Tom Hooper, in den Hauptrollen waren Hugh Dancy als Daniel Deronda, Romola Garai als Gwendolen Harleth, Hugh Bonneville als Henleigh Grandcourt und Jodhi May als Mirah Lapidoth zu sehen.
Der Roman wurde auch mehrfach für die Bühne adaptiert. Zu einer der bekanntesten Aufführungen zählt eine Theaterproduktion, die in Manchester in den 1960er Jahren auf die Bühne gebracht wurde und in der Vanessa Redgrave Gwendolen Harleth spielte.

## Einzelbelege
1. ↑  The Guardian:The best British novel of all times - have international critics found it?, aufgerufen am 7. Februar 2016
2. ↑  Kathryn Hughes: The Victorian Governess. The Hambledon Press, London 1993, ISBN 1-85285-002-7, S. 28.
3. ↑  Kathryn Hughes: The Victorian Governess. The Hambledon Press, London 1993, ISBN 1-85285-002-7, S. 29.
4. ↑  Cecilia Wadsö Lecaros: The Victorian Governess Novel. Lund University Press, Lund 2001, ISBN 91-7966-577-2, S. 20 und S. 21.
5. ↑  Kathryn Hughes: The Victorian Governess. The Hambledon Press, London 1993, ISBN 1-85285-002-7, S. 4.
6. ↑  Ruth Brandon: Other People’s Daughters – The Life and Times of the Governess. Phoenix, London 2008, ISBN 978-0-7538-2576-1, S. 13.
7. ↑  Broughton und Symes: The Governess – An Anthologie. 1997, S. 9.
8. ↑  Daniel Deronda. British Film Institute, archiviert vom Original am 14. Juli 2012; abgerufen am 6. Februar 2016 (englisch).
9. ↑  Rachael Low,: The History of the British Film: 1918-1929. Allen & Unwin, 1971, ISBN 0-04-791021-6, S. 138, 354 (englisch, google.com).